# Висконсин в Гражданской войне
С началом Гражданской войны северо-западный штат Висконсин отправил 91 379 солдат в армию Союза, в составе 53 пехотных полков, 4 кавалерийских, полка берданских снайперов, 13 батарей легкой артиллерии и 1 единицу тяжелой артиллерии. Большинство солдат из Висконсина воевали в западном театре боевых действий, хотя некоторые полки, включая известную Железную бригаду, служили и на восточных территориях. 3794 погибли на поле боя, 8022 от ранений, 400 погибли в происшествиях. Таким образом, погибшие висконсинцы составили более 13 % от числа погибших на войне.

## Солдаты
Примерно 1 из 9 жителей Висконсина (считая женщин, детей и немощных) принимал участие в конфликте. Висконсинские полки считались одними из самых востребованных на войне, северные генералы предпочитали командовать именно этими подразделениями, если это было возможно.
Многие полки Висконсина, включая 3 полка из знаменитой Железной бригады считались выдающимися. Все были отмечены за их ожесточенные бои и лихой внешний вид.